# Thymidinedifosfaat
Thymidinedifosfaat of TDP is een desoxyribonucleotide die is opgebouwd uit het nucleobase thymine, het monosacharide desoxyribose en twee fosfaatgroepen. Het kan worden gevormd door de hydrolyse van thymidinetrifosfaat (TTP).